# Henry R. Rose
Pour les articles homonymes, voir Rose.
Henry R. Rose (1856-1923) est un homme politique américain, maire de la ville de Los Angeles de juillet 1913 à juillet 1915 (un mandat). 